# Reiner Wittkowski
Reiner Wittkowski (* 10. Januar 1954 in Mahlow) ist ein deutscher Lebensmittelchemiker, der bis zu seinem Eintritt in den Ruhestand im September 2019 Vizepräsident des Bundesinstituts für Risikobewertung war.

## Leben
Wittkowski studierte Lebensmittelchemie an der Technischen Universität Berlin, wo er 1979 das Staatsexamen ablegte und 1984 promovierte. Nach kurzer Mitarbeit am Institut für Toxikologie und Embryonalpharmakologie der Freien Universität Berlin wechselte Wittkowski nach Davis zur University of California. 1995 habilitierte er sich im Fach Lebensmittelchemie, nachdem er am Max-von-Pettenkofer-Institut des Bundesgesundheitsamtes über Dioxin sowie über Wein und andere Getränke gearbeitet hatte. Von 1998 bis 2003 leitete er am Bundesinstitut für gesundheitlichen Verbraucherschutz und Veterinärmedizin die Fachgruppe Analytik. 2003 wurde er außerplanmäßiger Professor an der TU Berlin und Vizepräsident des Bundesinstituts für Risikobewertung.

## Mitgliedschaften
- Mitglied im Bundesausschuss für Weinforschung des BMELV
- Mitglied im Beirat des Normenausschusses Lebensmittel und landwirtschaftliche Produkte (NAL) des DIN
- Kuratoriumsmitglied der Stiftung Warentest
- Mitglied im wissenschaftlichen Beirat „Analytische Chemie“ der BAM
- Vorstandsvorsitzender der Josef Schormüller-Gedächtnisstiftung
- Stellvertretendes Mitglied des Advisory Boards der EFSA
- Mitglied des Advisory Boards des Forschungsprogramms TRACE im 6. RP der EU

## Ehrungen
- 1984 Verleihung der Josef-Schormüller-Medaille
- 2003 Verleihung des „Chevallier de l'Ordre du Mérite Agricole“ der französischen Regierung
- 2003 Verleihung des rumänischen Ordens „Pentru Merit“
- 2008 Verleihung des „Officier de l'Ordre du Mérite agricole“ der französischen Regierung
- 2009 Ernennung zum Ehrenpräsidenten der Organisation Internationale de la Vigne et du Vin, OIV
- 2010 Verleihung der Professor-Niklas-Medaille des BMELV
- 2017 Joseph-König-Gedenkmünze